# NGC 5967A
NGC 5967A је спирална галаксија у сазвежђу Рајска птица која се налази на NGC листи објеката дубоког неба.
Деклинација објекта је - 75° 47' 13" а ректасцензија 15h 46m 58,8s. Привидна величина (магнитуда) објекта NGC 5967 износи 12,6 а фотографска магнитуда 13,3. NGC 5967A је још познат и под ознакама ESO 42-9, AM 1540-753, PGC 56024.